# Lavinia Agache
Lavinia Agache född den 11 februari 1968 i Căiuţi, Rumänien, är en rumänsk gymnast.
Hon tog OS-guld i lagmångkampen och OS-brons i hopp i samband med de olympiska gymnastiktävlingarna 1984 i Los Angeles.